# Salmbach
Salmbach – miejscowość i gmina we Francji, w regionie Grand Est, w departamencie Dolny Ren.
Według danych na rok 1990 gminę zamieszkiwało 509 osób, a gęstość zaludnienia wynosiła 57 osób/km² (wśród 903 gmin Alzacji Salmbach plasuje się na 460. miejscu pod względem liczby ludności, natomiast pod względem powierzchni na miejscu 281.).